# Залесе (гміна Вартковіце)
Залесе (пол. Zalesie) — село в Польщі, у гміні Вартковиці Поддембицького повіту Лодзинського воєводства.
Населення — 120 осіб (2011).
У 1975-1998 роках село належало до Серадзького воєводства.

## Демографія
Демографічна структура станом на 31 березня 2011 року:
|          | Загалом | Допрацездатний вік | Працездатний вік | Постпрацездатний вік |
| -------- | ------- | ------------------ | ---------------- | -------------------- |
| Чоловіки | 57      | 9                  | 44               | 4                    |
| Жінки    | 63      | 12                 | 40               | 11                   |
| Разом    | 120     | 21                 | 84               | 15                   |